# Amélia Rodrigues
Amélia Rodrigues är en kommun i Brasilien.   Den ligger i delstaten Bahia, i den östra delen av landet, 1 100 km öster om huvudstaden Brasília. Antalet invånare är 25 190.
Omgivningarna runt Amélia Rodrigues är huvudsakligen savann. Runt Amélia Rodrigues är det ganska tätbefolkat, med 248 invånare per kvadratkilometer.